# Par singular e par duplo
Em matemática um inteiro par, isto é, um número que é divisível por 2, é chamado par duplo se for um múltiplo de 4 (se dividido por 2, resulta noutro número par), e par singular ou simplesmente par, se ele não é (sua divisão por 2 resulta num número ímpar).